# Alàlia
Alàlia (grec ἀλαλία, "mut") és la "pèrdua de veu causada per una condició local dels òrgans vocals i, especialment, per lesions del nervi central o perifèric". L'alàlia és un trastorn classificat dins dels trastorns de la parla. Per tant, està determinada per la incapacitat parcial o completa d'expressar-se a través de la paraula. No obstant això, la persona afectada conserva l'oïda normal i l'Intel·lecte i en alguns casos pot expressar les seves idees per escrit perfectament.
Per tant, l'alàlia no és un simple retard en l'avaluació verbal en el nen ja que és una relació que té lloc anormalment. Per tant, presenten dificultats específiques en cada etapa de desenvolupament en què la Logopèdia infantil és de gran ajuda.
Un individu amb aquesta patologia presenta una imatge similar al retard mental, fins i tot es pot diagnosticar com a tal. No obstant això, aquests pacients estan ben orientats, fàcilment relacionats, entenen mimetisme i gestos

## Símptomes
Els primers signes d'alerta de retard de la parla es classifiquen en fites relacionades amb l'edat. Per tant, comença a l'edat de 12 mesos i continua fins a l'adolescència primerenca. L'aliat als 12 mesos no és motiu de preocupació si el nen no fa gestos dient adéu i apuntant a objectes i persones. També si la persona no practica l'ús de diverses consonants diferents. A més, no seria preocupant si no sol vocalitzar o comunicar algunes de les necessitats bàsiques.
Entre les edats de 15 i 18 mesos, els nens tenen un major risc de retard de la parla, si no poden dir mare o pare. També, quan no interactuen quan diuen que no, Hola i adéu. A més, quan no tinguis un vocabulari d'entre 2 i 5 paraules a 12 mesos i un màxim de 15 paraules a 18 mesos. Quan utilitzen més gestos durant la parla també tenen un major risc de retard en la parla.

## Causes
El retard i el deteriorament del llenguatge són causats per una ruptura física a la boca. En conseqüència, si el moviment s'interromp el nen pot ser lent per donar forma a la seva boca i la llengua per a la formació de paraules. A més, altres preocupacions més greus són les que poden ser causades per problemes motrius orals.
Encara que el discurs pot ser l'única preocupació aquest trastorn pot destacar amb problemes de menjar també. Moltes altres causes de retard de la parla inclouen trastorns de l'espectre autista, trastorns del processament auditiu, el nen prematur, i la pèrdua d'audició pot causar alàlia.
Els nens amb aquests trastorns sovint mostren signes primerencs i de vegades s'identifiquen com a arriscat quan el retard de la parla és diagnosticat.